# Калбертсон (Монтана)
Калбертсон (енгл. Culbertson) град је у америчкој савезној држави Монтана.

## Демографија
По попису из 2010. године број становника је 714, што је 2 (-0,3%) становника мање него 2000. године.
| Група             | 2000.       | 2010.       |
| Белци             | 641 (89,5%) | 633 (88,7%) |
| Афроамериканци    | 2 (0,3%)    | 2 (0,3%)    |
| Азијати           | 2 (0,3%)    | 1 (0,1%)    |
| Хиспаноамериканци | 7 (1,0%)    | 12 (1,7%)   |
| Укупно            | 716         | 714         |